# Peter Eastgate
Peter Eastgate (Odense, 13 december 1985) is een Deense professionele pokerspeler. Hij won onder meer het Main Event van de World Series of Poker 2008, goed voor een hoofdprijs van 9.152.416 dollar. Eastgate was met zijn 22 jaar de jongste World Series of Poker Main Event-kampioen ooit. Hij verbrak het record van Phil Hellmuth, die 24 jaar was toen hij tijdens de WSOP 1989 het Main Event won. Eastgate werd een jaar later zelf onttroond als jongste winnaar door Joseph Cada. Eastgate werd toen 78e.
Eastgate bereikte de heads up-fase van het Main Event 2008 tezamen met Ivan Demidov. Zijn winnende hand was A♦ 5♠ tegen Demidovs 2♥ 4♥. Laatstgenoemde maakte daarmee twee paar en ging all in, waarop Eastgate callde met een straight. Eastgate en Demidov vormden samen de eerste heads up in de historie van het Main Event waarin geen Amerikaan voorkwam.
Zes maanden nadat hij het Main Event van de WSOP 2008 had gewonnen, schreef Eastgate ook het $4.800 No Limit Hold'em-toernooi van het PokerStars Caribbean Adventure 2009 op zijn naam, waarmee hij nog 343.000 dollar verdiende.
Hij won tot en met juni 2015 meer dan $11.125.000,- in pokertoernooien.

## Externe links

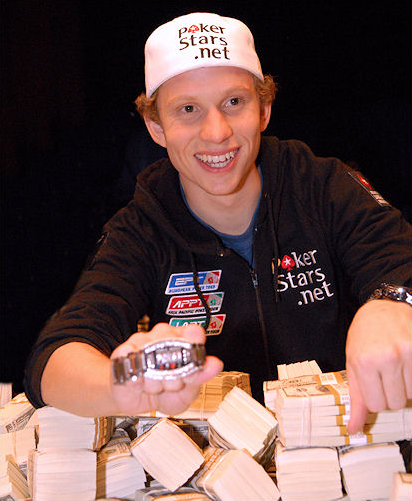
Eastgate winnaar bij WSOP (2008)

## World Series of Poker bracelets
| Jaar | Toernooi                                    | Prijs      |
| ---- | ------------------------------------------- | ---------- |
| 2008 | $10.000 No Limit Hold'em World Championship | $9.152.416 |